# Hesperapis regularis
Hesperapis regularis är en biart som först beskrevs av Cresson 1878.  Hesperapis regularis ingår i släktet Hesperapis och familjen sommarbin. Inga underarter finns listade i Catalogue of Life.